# 김광숙 (체조 선수)
김광숙(1976년 또는 1978년 2월 15일 ~ )은 1992년 하계 올림픽에 출전한 조선민주주의인민공화국의 여자 체조 선수이다. 모범적인 이단평행봉 실력과 함께 최근 몇 년간 체조계에서 가장 유명한 나이 위조 스캔들에 연루된 것으로 유명하다.
김광숙은 1989년과 1991년 세계 선수권 대회, 1990년 베이징 아시안 게임, 1992년 바르셀로나 올림픽 등 1989년부터 1993년까지 여러 주요 국제 시니어 대회에 출전했다. 1991년 세계 선수권 대회에서는 이단평행봉 종목에서 10.0점의 완벽한 점수와 독창적인 릴리스 동작인 카운터 킴이 포함된 루틴으로 우승을 차지했다. 그녀의 10점 만점은 세계 선수권 대회에서 받은 마지막 만점이었다.
작은 키와 조선 체조 연맹이 3년 연속으로 김광숙의 나이를 15세로 기재한 점 때문에 김광숙의 나이와 시니어 대회 출전 자격에 대한 의문이 제기되었다. 적어도 한 추정에 따르면 1989년 세계 선수권 대회에 출전했을 때 11살의 어린 나이였다. 실제 나이는 확인되지 않았지만, 연맹이 세 차례의 국제 대회에서 최소 세 번 이상 일관성 없는 생년월일 정보를 제출했다는 사실이 밝혀졌다. 이 위조로 인해 조선민주주의인민공화국 여자 체조 대표팀은 1993년 세계 선수권 대회 출전을 금지당했다.

## 체조 경력
김광숙은 김춘필 감독에게 훈련을 받았고, 1987년 주니어 친선 대회(드루즈바)에 출전해 이단평행봉에서 동메달을 획득하며 국제 대회에 모습을 드러냈다. 월드컵 서킷의 일부인 1988년 코트부스컵에서 개인종합 17위에 올랐고, 그해 드루즈바 대회에서 다시 한 번 평균대 3위에 올라 조선민주주의인민공화국 대표팀에 동메달을 추가하는 등 주니어와 시니어 레벨의 다른 국제 대회에 계속 출전했다.
이듬해인 1989년, 김광숙은 조선민주주의인민공화국 대표팀으로 세계 선수권 대회에 참가했다. 모든 종목에서 메달권 밖으로 밀려났지만, 그녀의 혁신적인 이단평행봉 루틴이 주목을 받았다. 피루엣과 릴리즈가 복잡하게 조합된 그녀의 세트는 오늘날의 기준으로도 매우 어려운 것으로 간주된다. 김광숙은 또한 높은 바에서 바깥쪽을 향해 공중을 가로지르는 프론트 플립이라는 자신만의 독창적인 릴리스 동작을 선보였다. 이 기술은 종목별 점수체계에서 "카운터 킴" 또는 "킴"으로 불리게 되었고, 2025년 점수 체계에서는 난이도 'F'의 고난도 요소로 분류되었다. 1990년 베이징 아시안 게임에서 김광숙은 이단평행봉에서 은메달을 획득하고 개인 종합에서도 동메달을 획득했다.
김광숙의 노력은 마침내 1991년 세계 선수권 대회에서 보상을 받았다. 종목별 결선에서 10.0점 만점으로 이단평행봉 금메달을 획득했다. 1992년 바르셀로나 올림픽에서는 이단평행봉 금메달에 도전할 것으로 예상되었지만, 실수로 인해 4위(루마니아의 라비니아 밀로쇼비치, 미렐라 파슈카와 공동 4위)에 머물러 메달권에서 멀어졌다. 그녀의 마지막 메이저 대회는 1993년 동아시아 경기 대회로 이단평행봉에서 우승을 차지했다. 처음에는 9.912점을 받아 중국의 뤄리(1994년 이단봉 세계선수권 우승)에 이어 2위에 머물렀다. 조선민주주의인민공화국 팀 관계자들이 항의를 제기했고, 김광숙의 점수가 9.925점으로 조정되어 뤄리와 동점으로 함께 금메달을 획득했다.

## 나이 위조 스캔들
체조계는 김광숙의 연기를 칭찬하면서도 그녀의 나이에 대해서도 의문을 제기했다. 김광숙은  체조 선수 기준으로도 작은 체구였고, 많은 사람들이 시니어 대회에 출전하기에는 너무 어리다고 생각했다.
1991년 세계 선수권 대회에서 텔레비전 해설자들은 김광숙의 15세 나이에 대해 여러차례 언급했다. 이듬해 앞니가 빠진 채로 올림픽에서 출전하면서, 키 136cm, 체중 32kg에 17세라고 주장하자 회의론이 커졌고 여러 관계자와 코치들이 공개적으로 의심을 표명했으며, NBC가 미국 시청자들에게 텔레비전 방송에서 이 논란을 언급할 정도였다.
결국 조선민주주의인민공화국 관리들이 최소 세 차례에 걸쳐 김광숙의 출생 연도를 위조하고 대회마다 다른 정보를 제공한 사실이 밝혀졌다. 김광숙의 나이는 3년 연속 15세로 발표되었지만 1992년 7월 바르셀로나 올림픽에서는 17세로 올라가는 등 위조는 일관성이 없었다. 적어도 한 추정에 따르면 1989년 세계 선수권 대회에 출전했을 때는 11살이나 12살을 넘지 않았고, 1992년 올림픽 단체전에서는 카로이 벨러가 "젖니가 빠진 것을 보면 11살도 안 됐다는 것을 알 수 있다"고 말하며 당시 10살 정도로 어렸을 것이라고 추측하기도 했다. 김광숙의 코치들은 김광숙이 올림픽을 몇 년 앞두고 훈련 중 사고로 이를 잃었다고 주장했고, 이 주장은 과거 대회 사진, 목격자, 1991년 세계 선수권 대회에서 김광숙의 치아가 없는 비디오 영상에 의해 입증되었다. 하지만 이는 김광숙의 나이를 둘러싼 다른 모순을 설명하지는 못했다.
FIG는 조선 체조 연맹에 1993년 세계 선수권 대회에 여자 대표팀의 출전을 금지하는 징계를 내렸다. 그러나 김광숙은  부정 행위에 연루되거나 알지 못했다고 판단되어 1991년 세계 선수권 금메달을 포함해 국제 대회에서 획득한 메달은 그대로 보유할 수 있었다.
같은 해 조선민주주의인민공화국 정부는 공화국의 세계 챔피언 선수들을 기념하는 우표 시리즈에 김광숙를 포함시켜 그녀를 기렸다.
2018년 현재 김광숙의 실제 나이는 결정적으로 밝혀진 적이 없다. 조선민주주의인민공화국 당국이 밝힌 출생연도는 1974년부터 1976년까지이며, 1990년대 후반 조선중앙통신의 보도에 따르면 1989년과 1991년 모두 14세였다.
일부 사람들은 김광숙이 1976년에 태어났다고 믿지만, 실제로는 1978년 또는 1979년에 태어났다는 것이 더 널리 받아들여지고 있다. 이러한 추정의 근거는 조선민주주의인민공화국이 1991년과 1992년에도 김광숙의 생년월일을 일관성 없이 제공했기 때문인데, 만약 김광숙이 1976년이나 1977년에 태어났다면 이 대회에 참석할 수 있는 적절한 나이 조건에 해당하기 때문에 이런 조작이 필요하지 않았을 것이다.
김광숙에 대해서는 선수 시절을 제외하면 알려진 것이 거의 없다. 2008년 4월, 베이징 올림픽 성화 봉송의 조선민주주의인민공화국 구간에서 성화 봉송 주자로 평양에서 잠시 공개적으로 모습을 드러낸 것이 전부이다.